# Смерди
Смерди — деревня в Серебрянском сельском поселении Лужского района Ленинградской области.

## История
Деревня Смердо упоминается на карте Санкт-Петербургской губернии 1792 года, А. М. Вильбрехта.
Деревня Смерди, состоящая из 36 крестьянских дворов на реке Барановой, обозначена на карте Санкт-Петербургской губернии Ф. Ф. Шуберта 1834 года.

СМЕРДИ — деревня принадлежит флота лейтенанту Павлу Ротгофу, число жителей по ревизии: 143 м. п., 146 ж. п. (1838 год)

Деревня Смерди из 36 дворов отмечена на карте профессора С. С. Куторги 1852 года.

СМЕРДИ — деревня госпожи Ротгоф, по просёлочной дороге, число дворов — 36, число душ — 140 м. п. (1856 год)

СМЕРДИ — деревня, число жителей по X-ой ревизии 1857 года: 134 м. п., 161 ж. п. (из них дворовых людей — 8 м. п., 5 ж. п.)

СМЕРДИ — деревня владельческая при ключе, число дворов — 36, число жителей: 192 м. п., 148 ж. п. (1862 год)

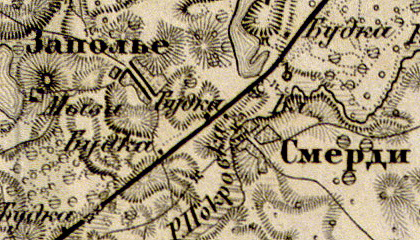
Деревня Смерди на карте 1863 года

В 1868 году, на средства помещика капитан-лейтенанта А. Степанова, в деревне была возведена деревянная церковь во имя Казанской иконы Божией Матери, по проекту архитектора Фёдора Борисовича Нагеля.
В середине 1880-х годов мызу Смерди неоднократно посещал внук императора Николая I Константин Константинович Романов, здесь им было написано несколько стихотворений.
Согласно подворной описи 1882 года:

СМЕРДИ — деревня Смердовского общества Кологородской волости
  
домов — 90, душевых наделов — 123, семей — 73, число жителей — 171 м. п., 178 ж. п.; разряд крестьян — собственники

Сборник Центрального статистического комитета описывал Смерди так:

СМЕРДИ — село бывшее владельческое при реке Барановке, дворов — 58, жителей — 350; Церковь православная, часовня. (1885 год)

Согласно материалам по статистике народного хозяйства Лужского уезда 1891 года, имение при селении Смерди площадью 1264 десятины принадлежало купчихе М. С. Павловой, имение было приобретено в 1880 году за 15 012 рублей.
В XIX — начале XX века деревня административно относилась к Кологородской волости 2-го земского участка 2-го станаа Лужского уезда Санкт-Петербургской губернии.
По данным «Памятной книжки Санкт-Петербургской губернии» за 1905 год деревня Смерди входила в Смердовское сельское общество, 1213 десятин земли в деревне принадлежали купчихе Матрёне Степановне Павловой.
В 1917 году деревня Смерди входила в состав Кологородской волости Лужского уезда.
С 1918 года, в составе Смердовского сельсовета Смердовской волости.
С 1923 года, вновь в составе Кологородской волости.

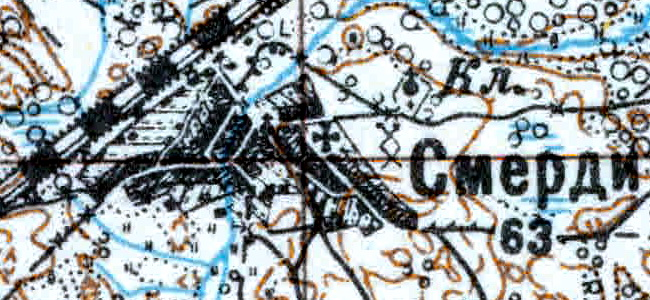
Деревня Смерди на карте 1926 года

Согласно топографической карте 1926 года деревня насчитывала 63 крестьянских двора, в центре деревни и на деревенском кладбище находились часовни, а на восточной окраине — церковь. В деревне располагалось отделение телеграфа.
С февраля 1927 года, в составе Лужской волости, с августа 1927 года — Лужского района.
По данным 1933 года деревня Смерди административным центром Смердовского сельсовета Лужского района, в который входили 19 населённых пунктов: деревни Алексеевка, Бараново, Враги, Вяжище, Дубровка, Душилово, Заполье, Ильже I, Ильже II, Кут, Лукомо, Подчеренье, Пустошка, Смерди, Старая Серёдка, Стояновщина, Ширенка, Яконово и посёлок Дёргово, общей численностью населения 2753 человека.
По данным 1936 года в состав Смердовского сельсовета входили 20 населённых пунктов, 528 хозяйств и 17 колхозов.
Деревня была освобождена от немецко-фашистских оккупантов 14 февраля 1944 года.
В 1958 году население деревни Смерди составляло 129 человек.
По данным 1966 года деревня Смерди также входила в состав Смердовского сельсовета.
По данным 1973 и 1990 годов деревня Смерди входила в состав Серебрянского сельсовета.
По данным 1997 года в деревне Смерди Серебрянской волости проживали 88 человек, в 2002 году — 61 человек (русские — 92 %).
В 2007 году в деревне Смерди Серебрянского СП проживали 62 человека.

## География
Деревня расположена в южной части района на автодороге 41К-146 (Городок — Серебрянский).
Расстояние до административного центра поселения — 17 км.
Деревня находится на железнодорожной линии Луга — Псков. Расстояние до ближайшей железнодорожной станции Луга I — 14 км.
К северу от деревни расположено озеро Лукома и протекает река Барановка.

## Демография
| 1862 | 2007 | 2010 | 2017 |
| ---- | ---- | ---- | ---- |
| 340  | ↘62  | ↘44  | ↗46  |

## Фото

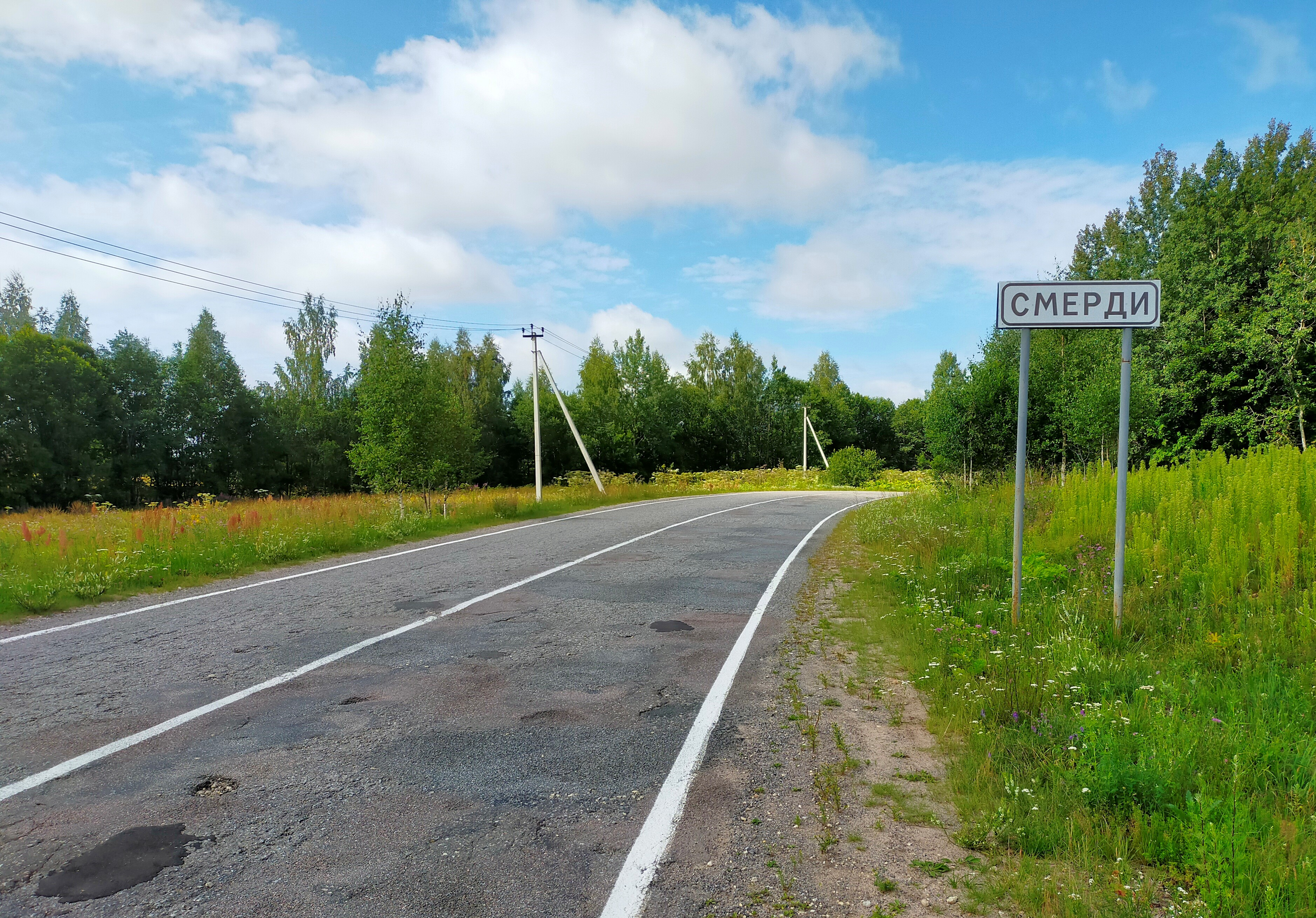
Дорожный указатель на въезде в деревню

## Улицы
Болотная, Дачный переулок, Заречная, Лесная, Лужская, Хвойная, Яблоневая.